# Joël Veltman
Joël Veltman (ur. 15 stycznia 1992 w Velsen) – holenderski piłkarz występujący na pozycji środkowego obrońcy w angielskim klubie Brighton & Hove Albion. W latach 2013–2021 reprezentant Holandii. Brązowy medalista Mistrzostw Świata 2014. Uczestnik Mistrzostw Świata 2020.

## Kariera klubowa
Swoją karierę piłkarską Veltman rozpoczął w klubie VV IJmuiden. W 2001 roku podjął treningi w szkółce piłkarskiej Ajaksu Amsterdam. W 2012 roku awansował do kadry pierwszej drużyny Ajaksu. 19 sierpnia 2012 zadebiutował w Eredivisie w wygranym 6:1 wyjazdowym meczu z NEC Nijmegen. W 79. minucie meczu zmienił Mitchela Dijksa. W sezonie 2012/2013 rozegrał 7 meczów ligowych. Wywalczył z Ajaksem mistrzostwo Holandii. Z kolei latem 2013 zdobył z nim Superpuchar Holandii.
29 lipca 2020 za około 1 miliona euro przeszedł do angielskiego Brighton & Hove Albion, podpisując z tym klubem 3-letni kontrakt.
| Sezon   | Klub     | Kraj     | Rozgrywki  | Mecze | Bramki |
| ------- | -------- | -------- | ---------- | ----- | ------ |
| 2012/13 | AFC Ajax | Holandia | Eredivisie | 7     | 0      |
| 2013/14 | AFC Ajax | Holandia | Eredivisie | 25    | 2      |
| 2014/15 | AFC Ajax | Holandia | Eredivisie | 25    | 4      |
| 2015/16 | AFC Ajax | Holandia | Eredivisie | 34    | 2      |
| 2016/17 | AFC Ajax | Holandia | Eredivisie | 30    | 0      |
| 2017/18 | AFC Ajax | Holandia | Eredivisie | 30    | 1      |
| 2018/19 | AFC Ajax | Holandia | Eredivisie | 9     | 1      |
| 2019/20 | AFC Ajax | Holandia | Eredivisie |       |        |

## Kariera reprezentacyjna
W swojej karierze Veltman grał w młodzieżowych reprezentacjach Holandii. W 2009 roku zagrał z kadrą U-17 na Mistrzostwach Europy U-17. 19 listopada 2013 zadebiutował w dorosłej reprezentacji Holandii w zremisowanym 0:0 towarzyskim spotkaniu z Kolumbią, rozegranym w Amsterdamie.

## Sukcesy

### Reprezentacja
- Mistrzostwa Świata 2014:  Brąz